# Microgale fotsifotsy
Microgale fotsifotsy é uma espécie de mamífero da família Tenrecidae, endêmica de Madagascar.